# Echiodon dawsoni
Echiodon dawsoni is een straalvinnige vissensoort uit de familie van parelvissen (Carapidae). De wetenschappelijke naam van de soort is voor het eerst geldig gepubliceerd in 1982 door Williams & Shipp.